# Dzwonkówka rdzawobrązowa
Dzwonkówka rdzawobrązowa (Entoloma fuscotomentosum F.H. Møller) – gatunek grzybów z rodziny dzwonkówkowatych (Entolomataceae).

## Systematyka i nazewnictwo
Pozycja w klasyfikacji według Index Fungorum: Entoloma, Entolomataceae, Agaricales, Agaricomycetidae, Agaricomycetes, Agaricomycotina, Basidiomycota, Fungi.
Po raz pierwszy gatunek ten opisał w 1845 r. Friedrich Alfred Möller. Wskazał holotyp, a w 2002 r. Machiel Evert Noordeloos wskazał epityp. Synonimy:
- Entoloma jubatum var. fuscotomentosum (F.H. Møller) E. Ludw. 2007
- Entoloma riofriense Esteve-Rav. & Noordel. 2004
- Entoloma sericeonitens (P.D. Orton) Noordel. 1980
- Nolanea sericeonitens P.D. Orton 1960
- Rhodophyllus fuscotomentosus (F.H. Møller) M.M. Moser 1967
- Trichopilus fuscotomentosus (F.H. Møller) P.D. Orton 1991

Polską nazwę zarekomendował w 2003 roku Władysław Wojewoda dla synonimu Entoloma sericeonitens.

## Morfologia
Kapelusz
Średnica 10–40 mm, o kształcie ściętego stożka, stożkowaty, dzwonkowaty lub wypukły, zwykle z małym garbkiem, początkowo z podgiętym, a następnie prostym brzegiem, niehigrofaniczny, nie półprzezroczysty, nie prążkowany (nawet na brzegu). Powierzchnia szarobrązowa, promieniście włóknisto-łuskowata, u starszych okazów całkowicie łuskowata, błyszcząca.
Blaszki
Od 30 do 50 z blaszeczkami (l = 1–5), gęste, głęboko wykrojone, segmentowane do brzuchatych, o szerokości do 6 mm, początkowo białe lub jasnoszare, następnie szaroróżowe lub różowobrązowe. Ostrza białawe, strzępiaste.
Trzon
Wysokość 30–90 mm, grubość 1–5 mm, cylindryczny, z podstawą wyraźnie rozszerzoną lub bulwiastą. Powierzchnia jasnobrązowa, znacznie jaśniejsza niż kapelusz, gęsto srebrzyście prążkowana, na szczycie oprószona, u nasady biało kutnerowata.
Miąższ
Pod skórką tej samej barwy co skórka, w wewnętrznych częściach kapelusza i trzonu blady, bez zapachu, o smaku łagodnym do mączno-zjełczałego.
Cechy mikroskopowe
Podstawki 4-zarodnikowe ze sprzążkami. Zarodniki 8–11 × 6–8 µm, Q = 1,2-1,5, heterodiametryczne, w widoku z boku 6-8-kątne. Cheilocystydy 20–50 × 8–20 × 2–7 µm, butelkowate do kręglowatych, czasami z szyjką, zwykle prawie główkowate, rzadko z ostrym wierzchołkiem. Skórka kapelusza typu cutis z przejściami do trichodermy, złożona ze strzępek o szerokości 4–20 µm i kształcie od cylindrycznego do brzuchatego z rozszerzonymi elementami końcowymi do 10–30 µm. Zawierają wewnątrzkomórkowy, brązowy pigment. Sprzążki obecne we wszystkich częściach grzyba.

## Występowanie i siedlisko
Występuje w Europie. W atlantycko-umiarkowanych i borealnych częściach Europy jest szeroko rozprzestrzeniony, w Europie Środkowej rzadki. Podano jego stanowiska również w Grenlandii i Labradorze. W Polsce stanowiska tego gatunku podały w 1983 r. Anna Bujakiewicz i Maria Lisiewska, w późniejszych latach podano następne.
Grzyb naziemny. A. Bujakiewicz i M. Lisiewska podały jego stanowisko w lesie pod olszami. Występuje na terenach trawiastych, poboczach dróg, wrzosowiskach z wrzosami, bażynami, jałowcami, wierzbą płożącą i na otwartych przestrzeniach w lasach iglastych (sosna, świerk), zwykle na nieco ubogich, kwaśnych glebach. Owocniki od lata do jesieni.